# مرغ باران ماسکارین
مرغ باران ماسکارین(نام علمی: Pseudobulweria aterrima) نام یک گونه از تیره کبوتردریاییان است.